# شوزم صافي
شوزم صافي (الاسم العلمي:Psiadia lucida) هو نوع من النباتات يتبع جنس الشوزم من الفصيلة النجمية.